# Pesti út (Budapest)
A Pesti út Budapest XVII. kerületének és egyben Budapest keleti agglomerációjának egyik legforgalmasabb útja. Beszédes nevét még azelőtt kapta, hogy Rákosmente területét Budapesthez csatolták volna, ahonnét ez az útvonal volt a legcélszerűbb a történelmi Pest irányába.

## Fekvése
Határai: 526. sor (X. és XVII. kerületek határutcája), illetve Budapest és Maglód közigazgatási határa (M0-s autóút).

## Története
Több közterületből került kialakításra, melynek korábbi nevei az alábbiak voltak:
1. A Határ malom utcától a Csabai útig Pesti út (ennek egy részét már 1743-ban is Pesti útnak hívták)
2. A Csabai úttól a Tápióbicske utcáig a XIX. századtól Jászberényi út, 1958-tól Károlyi Mihály út.
3. A Tápióbicske utcától a kerület határáig a XIX. századtól Jászberényi út, 1954-től Szövetkezeti út.

Jelenlegi nevét 1968-ban kapta, azóta az elejétől a végéig Pesti út. Vélhetőleg ekkor lett a belváros felé haladva az 526. sor 1 utáni (vagyis a X. kerületi) szakasz neve az Éles Sarokig Jászberényi út.

## Leírása

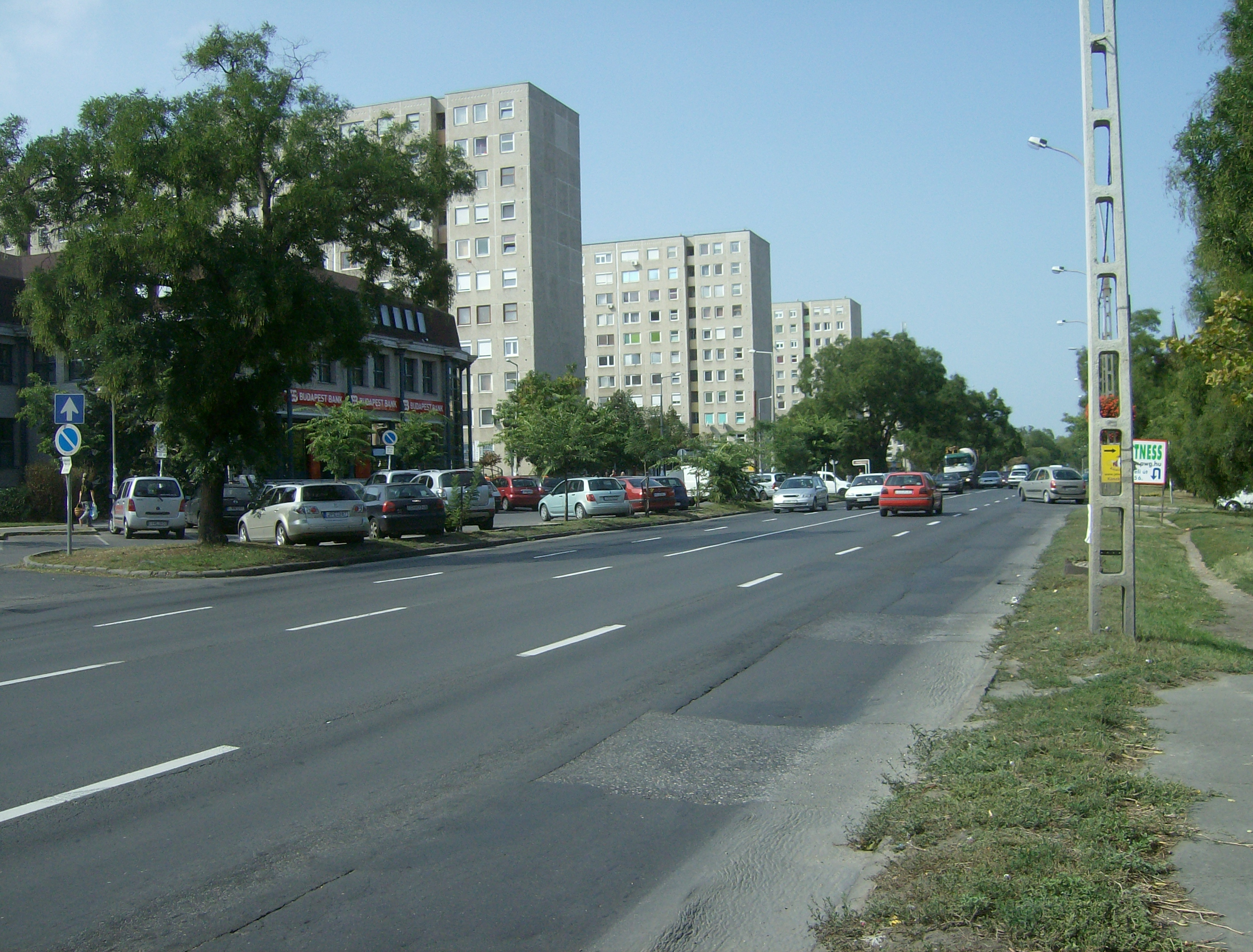
Panelházak az út mentén a Fő tér és a Szent Kereszt tér között

A X. kerület felől Jászberényi út néven éri el az útvonal a XVII. kerületet, melynek határán „nevet vált”, amit mintegy kilenc kilométerrel távolabb, Budapest közigazgatási határánál a 31-es főút elnevezésre cserél (ez a főút Nagykáta, Jászberény és Heves érintésével a Füzesabony melletti Dormándig tart). A főút nyomvonala Rákoskeresztúrtól a városhatárig egybeesik a Pesti úttal, ami kizárólag Rákosmentén fut. Neve onnan ered, hogy Nagy-Budapest létrejötte előtt a XVII. kerületet alkotó városrészek önálló települések voltak. A nevük még azokból az időkből származik: azoknak a falvaknak ez az út volt a legcélszerűbb útvonal Budapest felé. A kerületet északkelet-délnyugati irányban szeli át a kerülethatártól a városhatárig; Rákoskeresztúron, az 1987-ben meghosszabbított Keresztúri út és az Elágazás után található Csabai úti csomópont között irányonként két forgalmi sávos, a többi szakaszán  pedig irányonként egy sávos szélességű formában. A reggeli és a délutáni csúcsidőkben gyakoriak a torlódások. Előfordult, hogy akár 8-10 kilométeres kocsisor is kialakult a Fehér út–Jászberényi út–Pesti út útvonalon akár egészen az Örs vezér teréig. A kerület és a keleti agglomeráció lakosságának folyamatos növekedése miatt évről évre egyre nagyobb problémát jelentő dugók számottevő hányadát az M0-s körgyűrű keleti szektorának 2008-as átadása feloldotta, azonban a Belváros felé irányuló csúcsidei dugók - ugyan rövidebb formában – továbbra is szinte mindennaposak maradtak.
A Pesti út mentén épült ki (Rákoskeresztúr-városközponttól Kőbányán át az Örs vezér teréig) a budapesti tömegközlekedés fejlesztésének részeként Magyarország első buszfolyosója (avagy buszkorridorja) 2009–2013-ban, melyet az úton jelenleg is futó 15 helyi (azaz BKK) és 1 helyközi (azaz Volánbusz) járat használ. Elkészülte után néhány járat útvonala a kihasználtság és a szolgáltatás minőségének javítása, növelése érdekében az előzetes tervek alapján módosult. 2010-ben még csak szakaszosan volt kész a beruházás, aminek befejezését több műszaki probléma illetve súlyos tervezési hibák is hátráltatták, átadási határidejét ezért 2011 januárjában egy évvel eltolták 2012. április 6-ra. A teljes beruházás végül 2013. október 30-án zárult le, formálisan ekkor adták át a forgalomnak a kőbányai szakaszokat is
A környékbeli (és így a Pesti úti) gépjárműforgalom további csillapítása érdekében 2019-2021-ben az úttal részben párhuzamosan futó Budapest–Hatvan-vasútvonal azon pontján, ahol az út és a vasút egymás mellé ér (avagy mielőtt szétválik) egy teljesen új vasútállomást építettek Akadémiaújtelep megállóhely néven. A távlati koncepciókban régóta szerepel az M2-es metróvonal meghosszabbítása egy rákoskeresztúri szárnyvonallal. Amennyiben ez megtörténne, a metró a most épülő vasútállomásnál kanyarodna be a Pesti út alá, ami alatt haladna egészen Rákoskeresztúr-városközpontig.
A helyi közlekedésben betöltött szerepe miatt a Pesti út mentén épült ki a teljes kerület központja, ezen belül is a rákoskeresztúri szakaszon, a Pesti és a Ferihegyi út találkozásánál, a Fő tér (a helyiek „Elágazás”, avagy „Elág” néven emlegetik) mentén. Az út ezen rövid szakaszán található minden közigazgatási központ (önkormányzat, kormányablak, NAV ügyféliroda, MÁK ügyfélszolgálat stb.), valamint a kerület központ postája is, illetve egy magánkórház és (igaz már a Ferihegyi út mentén) a Bajcsy-Zsilinszky Kórház XVII. kerületi szakorvosi rendelőintézete is. Akadémiaújtelep megállóhely létesítét részben az is indokolta, hogy az útnak a mai megállóhely körüli szakasza mentén épült fel a 2000-es évek elején egy hipermarket, amiben később egy elektronikai áruház is helyet kapott, valamint egy lakberendezési nagyáruház is, ami korábban barkácsáruház volt, azóta pedig ezek mellé még további két nagy áruházlánc és egy drogérialánc is nyitott itt szupermarketet.
A Pesti út (pontosabban a városhatár utáni folytatása) közvetlen kapcsolatot kapott az M0-ás autópályával (48-as számú csomópont), illetve ezen csomópont maglódi oldalán felépült egy bevásárlóközpont és egy sportszeráruház, illetve egy barkácsáruház is, tovább erősítve az útvonal fontosságát.
A történelmi Podmaniczky–Vigyázó-kastély, illetve a műemlék Bulyovszky-ház, valamint a kastéllyal szemben 2021-ben épült sportcsarnok szintén közvetlenül a Pesti út mentén található, ahogy a Vigyázó Sándor Művelődési Ház, a kerület kulturális központja is.